# Yeşilbağlar (Pendik)
Yeşilbağlar est un quartier du district de Pendik de la métropole d'Istanbul.